# فلیفل
فلیفل (به عربی: فلیفل) یک روستا در سوریه است که در ناحیه کفرنبل واقع شده‌است. فلیفل ۲۴۳ نفر جمعیت دارد.